# Lockheed Vega
El Lockheed Vega fue un monoplano construido por la Lockheed a partir de 1927. Se hizo famoso al ser utilizado por varios pilotos para romper distintas marcas, atraídos por sus características de resistencia y largo alcance. Amelia Earhart se convirtió en la primera mujer en sobrevolar el Atlántico en solitario y sin escalas, y Wiley Post dio con el suyo la vuelta al mundo en dos ocasiones.

## Diseño y desarrollo
Diseñado por John K. Northrop con la asistencia de Gerard F. Vultee, quienes acabarían por fundar más tarde sus propias empresas aeronáuticas, el avión estaba originalmente destinado a servir en las rutas de la compañía aérea de la propia Lockheed. Se propusieron construir un aparato de cuatro plazas que no solo fuese robusto, sino también el más rápido. 
Monoplano de ala alta cantilever, es decir sin riostras y de estructura de madera, presentaba un fuselaje monocasco y muy limpio, construido a partir de láminas de contrachapado sobre costillas de madera. El aparato se construía a partir de dos mitades de contrachapado conformadas bajo presión en unos grandes moldes de hormigón para después pegar esas dos mitades entre sí. Al emplearse este procedimiento, el larguero de las alas debía mantenerse despejado, por lo que se decidió construir un único larguero cantilever montado en lo más alto del fuselaje. La única parte que no resultaba particularmente aerodinámica era el tren de aterrizaje fijo, aunque las versiones de producción montaban un carenado en las ruedas para corregir este defecto.
Tanto el piloto como los cuatro pasajeros se alojaban en cabinas cerradas, y la planta motriz de la variante inicial, conocida posteriormente como Vega 1, era un motor radial refrigerado por aire Wright J-5 Whirlwind de 225 hp nominales.

## Historia operacional

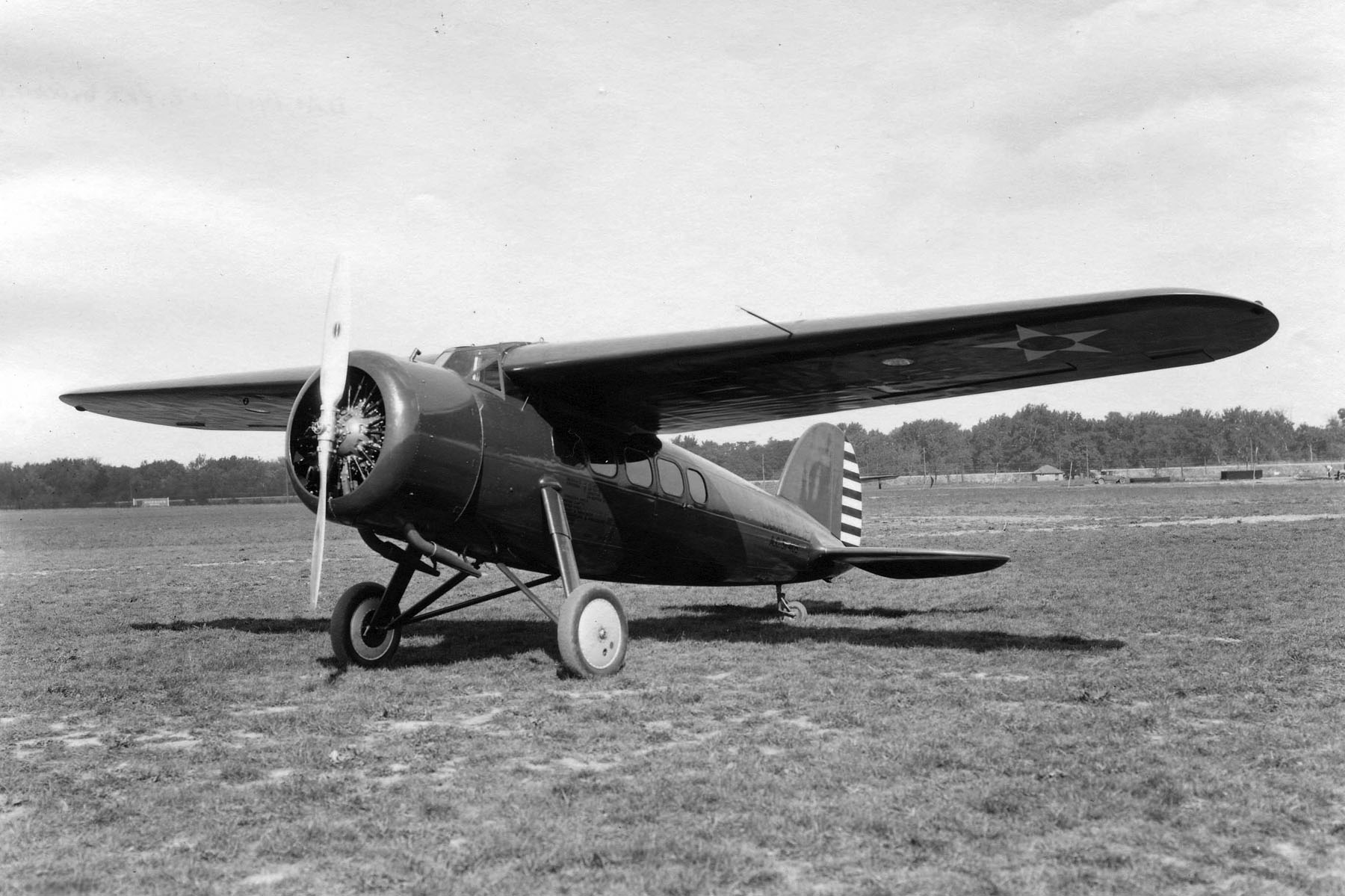
Y1C-12 del Cuerpo Aéreo del Ejército de los Estados Unidos.

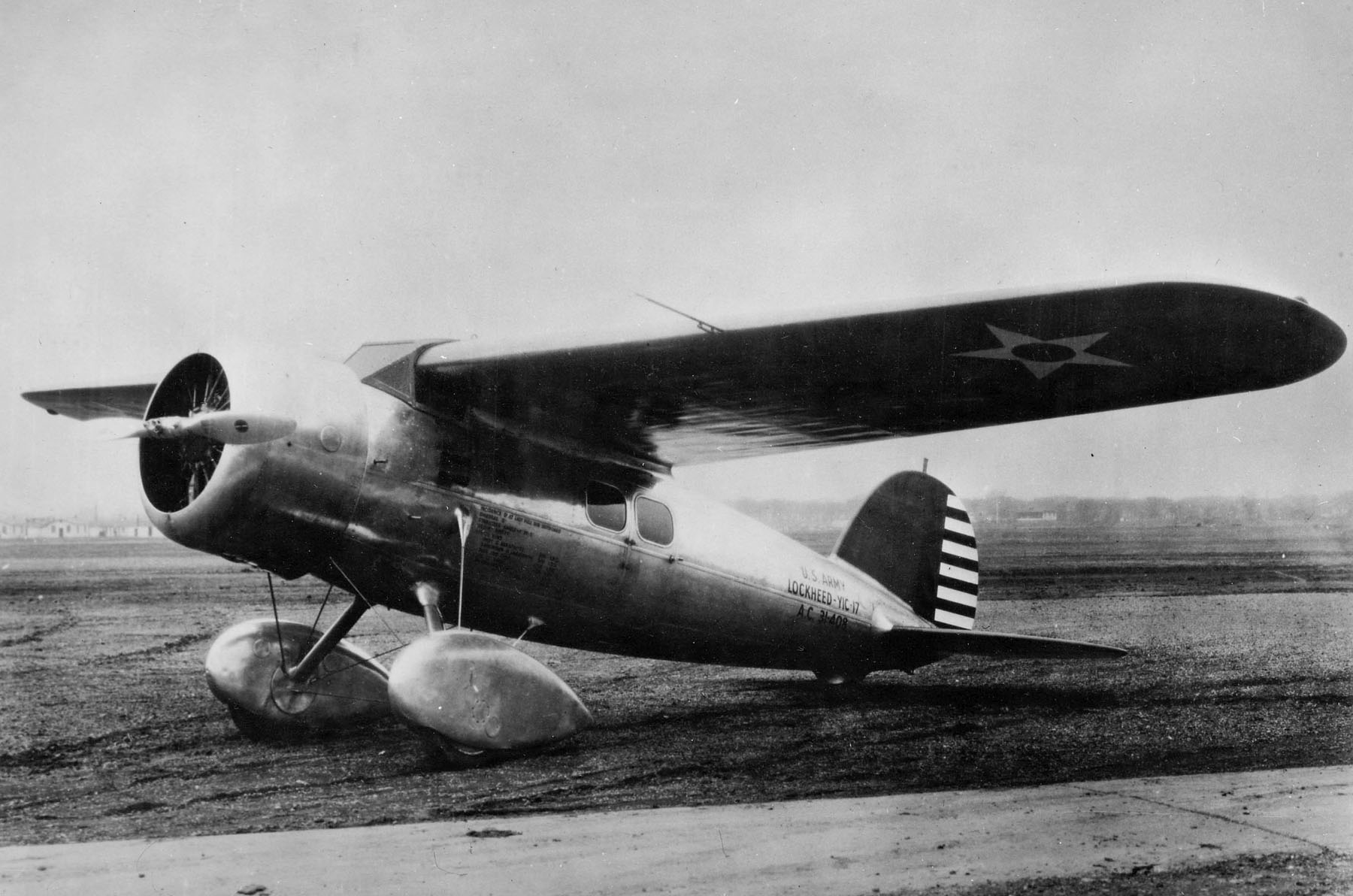
El Y1C-17.

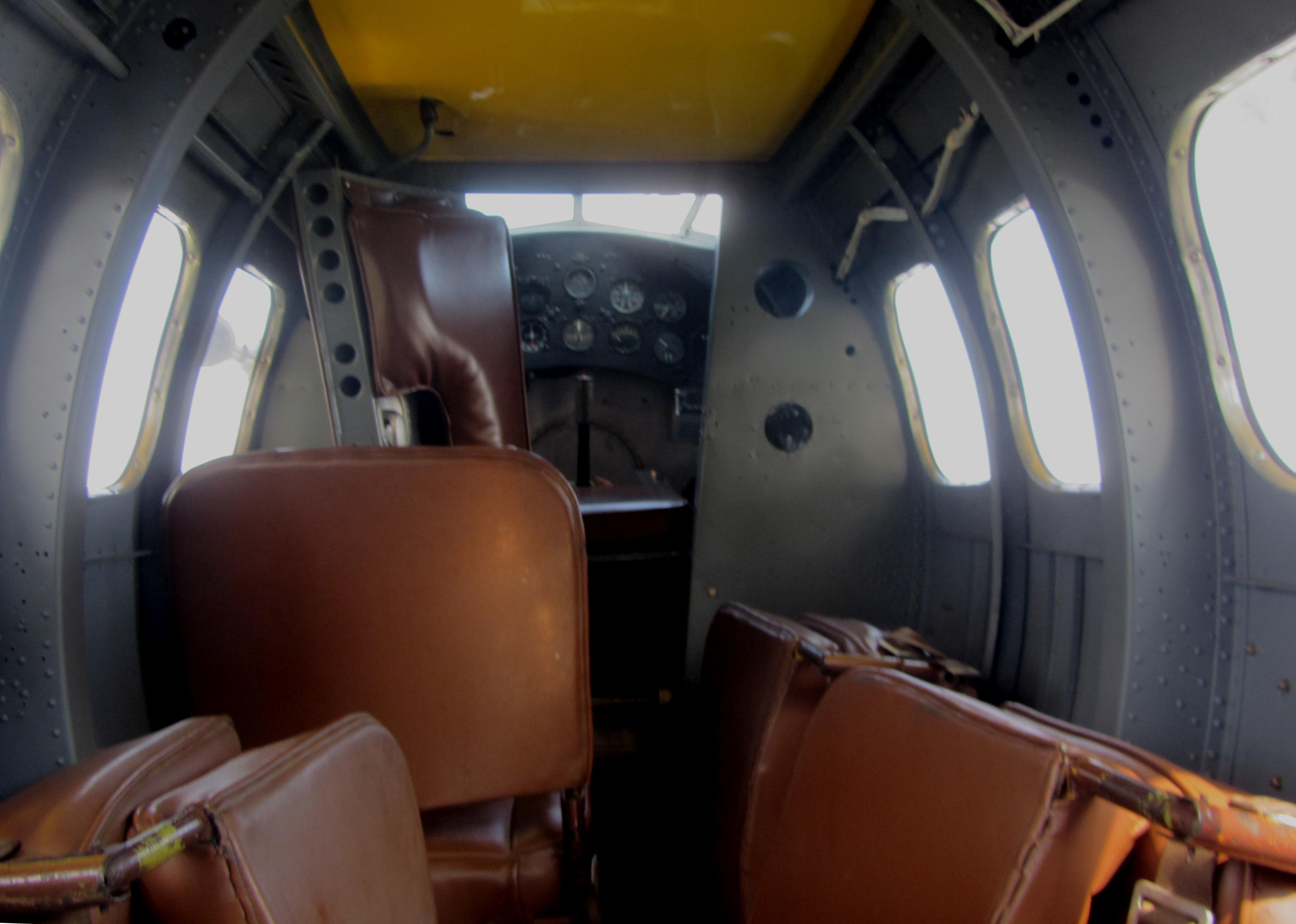
Interior del Lockheed Vega (variante de fuselaje metálico).

El primer Vega 1 (n.º 2788 y más tarde matriculado NX913), voló desde la planta de Lockheed en Los Ángeles el 4 de julio de 1927 y fue adquirido por el empresario periodístico George Hearst para competir en la Dole Air Race de Oakland a Hawái que, apadrinada por James D. Dole, comenzó el 16 de agosto de 1927. El Vega 1 NX913, bautizado Golden Eagle y pilotado por Jack Forst y Gordon Scott como navegante, desapareció sin dejar rastro en el curso de la competición.
Sin embargo, y por suerte para Lockheed, la misteriosa desaparición de este avión no entorpeció las futuras ventas del modelo. Al cabo de seis años, las virtudes del Vega eran conocidas en el mundo entero. La fama de este modelo se labró gracias a una serie de éxitos aeronáutico-deportivos.
Por ejemplo, entre muchos se puede destacar que en un Vega tuvo lugar el primer vuelo a través del Ártico y el primero de exploración sobre el continente Antártico (Hubert Wilkins y Eilson en el Vega 1 con flotadores X3903), la primera travesía trasatlántica llevada a término por una mujer, de Terranova a Irlanda (Amelia Earhart en el Vega 5B NC7952) y la primera circunvalación del mundo en solitario (Wiley Post en el Vega 5B bautizado The Winnie Mae).

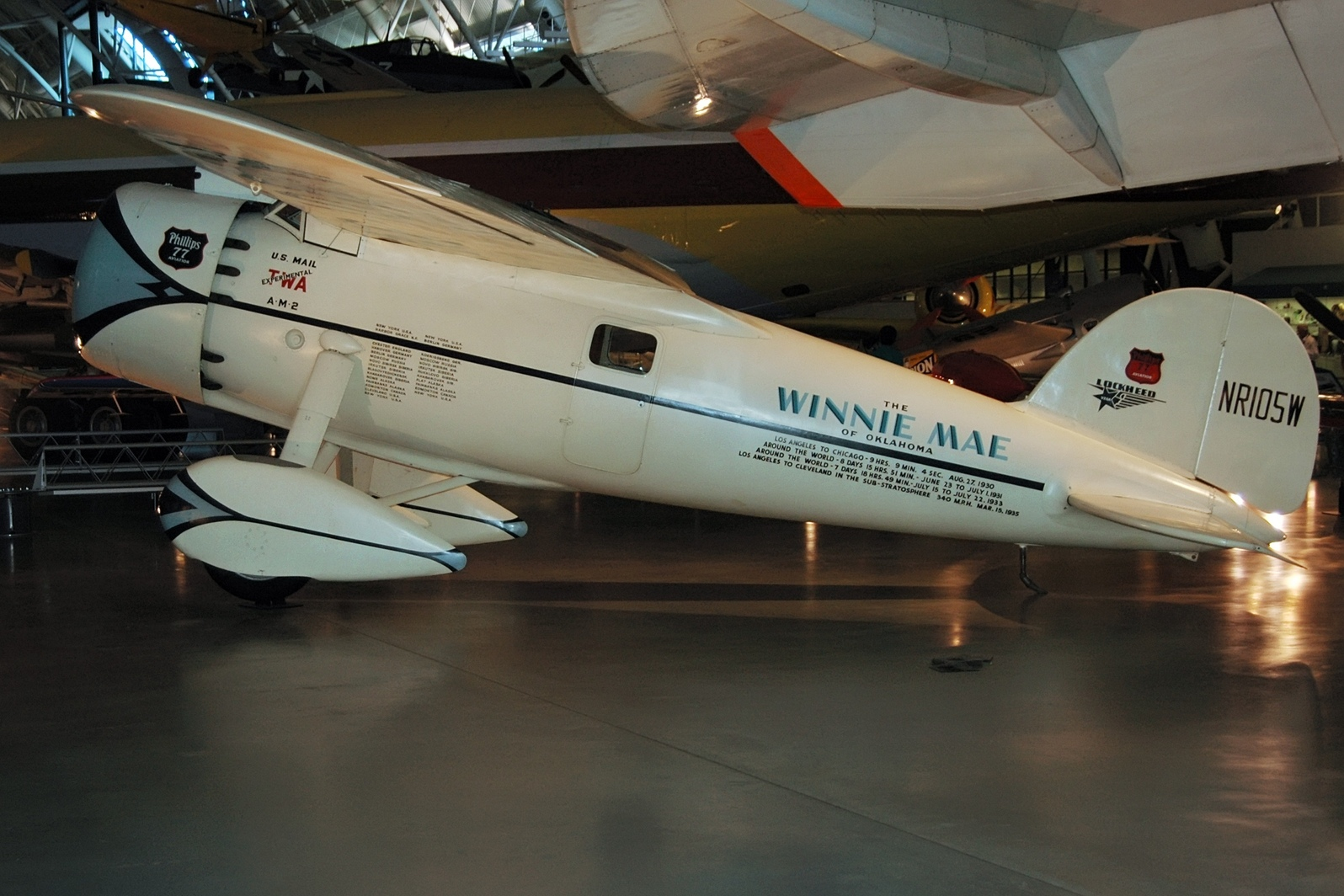
Lockheed Vega 5B "The Winnie Mae".

Podía mantener la velocidad, por aquel entonces alta, de 193 km/h (120 mph), y tenía una velocidad máxima de 217 km/h (135 mph). Sin embargo, la capacidad para cuatro pasajeros (además del piloto) se consideraba demasiado pequeña para destinarlo al uso comercial. Un cierto número de compradores privados realizaron pedidos para este diseño, y hacia finales de 1928 se habían producido 68 ejemplares. En las National Air Races de 1928 celebradas en Cleveland, el Vega se hizo con todos los premios de velocidad.
Buscando mejorar el diseño, Lockheed produjo el Vega 5 en 1929. Al añadir el motor Pratt & Whitney Wasp B de 450 hp (336 kW) se redujo el peso lo suficiente como para añadir otros dos asientos. Unas nuevas cubiertas permitieron aumentar la velocidad de crucero hasta los 249 km/h (155 mph) y la velocidad máxima hasta los 266 km/h (165 mph). No obstante, incluso la nueva configuración de seis asientos demostró resultar demasiado escasa, y el Vega 5 se adquirió sobre todo para aviación privada y transporte ejecutivo. Se construyeron 64 ejemplares de esta variante. En 1931, el Cuerpo Aéreo del Ejército de los Estados Unidos compró dos Vega 5; uno fue designado C-12, y el otro C-17. El C-17 tenía depósitos de combustible adicionales en las alas.
Cuando concluyó la producción, se habían construido 128 Vega: 115 por Lockheed, nueve por Detroit Aircraft Corporation (de la que Lockheed fue una división industrial entre 1929 y 1931) y cuatro por otros fabricantes.

## Variantes
Vega 1
Versión original de serie propulsada opcionalmente por motores Wright Whirlwind J-5, J-5A, J-5B y J-5 C de 225 hp.
Vega 2
Versión de serie que difería primordialmente por la instalación de un motor Wright J-6 Whirlwind de 300 hp.
Vega 2A
Redesignación de un Vega 2 para poder operar con mayor peso bruto.
Vega 2D
Redesignación de dos Vega 1 y un Vega 2 a raíz de la introducción de un motor Pratt & Whitney Wasp Junior de 300 hp nominales.
Vega 5
Versión principal de serie (35 construidos), que incorporaba motores Pratt & Whitney Wasp A de 410 hp, Wasp B de 450 hp y Wasp C1 de 420 hp, la mayoría bajo capós NACA de baja resistencia.
C-12
Designación dada por el USAAC a un Vega 5.
C-17
Designación dada por el USAAC a un Vega 5 con depósitos adicionales.
Vega 5A Executive
Básicamente como el Vega 5, pero con interior reformado.
Vega 5B
Similar al Vega 5, pero previsto para operar con una disposición interior de siete asientos y con mayor peso bruto.
Vega 5C
Básicamente como el Vega 5, pero con empenajes caudales revisados y con capacidad de operación con mayor peso bruto.
DL-1
Versión del Vega 5C con fuselaje de aleación ligera durante la dependencia industrial de la Detroit Aircraft Corporation.
DL-1B
Similar al DL-1, pero con seis asientos para su empleo como transporte de pasaje.
DL-1 Special
Un ejemplar exportado a Gran Bretaña para su utilización en carreras y en intentos de batir récords.
UC-101
Designación de las USAAF para un Vega 5C incautado.

## Operadores
Australia
- Real Fuerza Aérea Australiana: un solo avión.

 España
- Fuerzas Aéreas de la República Española: un solo avión Vega 5B.

 Estados Unidos
- Cuerpo Aéreo del Ejército de los Estados Unidos
- Fuerzas Aéreas del Ejército de los Estados Unidos

## Supervivientes
Tanto el Winnie Mae de Wiley Post, como los Vega de Amelia Earhart se encuentran en exhibición en el Museo Nacional del Aire y del Espacio, Washington D. C.. Se cree que existen otros cuatro y que, al menos, uno aún estaría en condiciones de volar.

## Especificaciones (Vega 5C)

### Características generales
- Tripulación: Uno (piloto)
- Capacidad: 6 pasajeros
- Longitud: 8,4 m (27,5 ft)
- Envergadura: 12,5 m (41 ft)
- Altura: 2,6 m (8,5 ft)
- Superficie alar: 25,6 m² (275 ft²)
- Peso vacío: 1160 kg (2556,6 lb)
- Peso máximo al despegue: 2150 kg (4738,6 lb)
- Planta motriz: 1× Motor radial Pratt & Whitney SC-1 Wasp.
  - Potencia: 336 kW (450 HP; 456 CV)

### Rendimiento
- Velocidad máxima operativa (Vno): 300 km/h (186 MPH; 162 kt)
- Velocidad crucero (Vc): 265 km/h (165 MPH; 143 kt)
- Alcance: 885 km (478 nmi; 550 mi)
- Techo de vuelo: 5480 m (17 979 ft)
- Régimen de ascenso: 6,6 m/s (1299 ft/min)
- Carga alar: 84,1 kg/m² (17,2 lb/ft²)

## Aeronaves relacionadas

### Desarrollos relacionados
- Lockheed Air Express
- Lockheed Altair
- Lockheed Explorer
- Lockheed Model 8 Sirius
- Lockheed Model 9 Orion

### Secuencias de designación
- Secuencia C-_ (Aviones de Carga del USAAC/USAAF/USAF, 1924-1962): ← C-9 - C-10 - C-11 - C-12 - C-14 - C-15 - C-16 - C-17 - C-18 - C-19 - C-20 -- C-98 - C-99 - C-100 - C-101 - C-102 - C-103 - C-104 →